# Entephria caesiata
Entephria caesiata, bướm thảm núi xám, là một loài bướm đêm thuộc họ Geometridae. Loài này được Michael Denis và Ignaz Schiffermüller mô tả lần đầu tiên vào năm 1775. Nó được tìm thấy ở các khu vực miền núi của châu Âu (bao gồm Vương quốc Anh, Fennoscandia và dãy Alps), Caucasus, Tiểu Á, Armenia, Nga, Viễn Đông Nga, Xibia, phía bắc Mông Cổ, Sakhalin và Honshū ở Nhật Bản.
Sải cánh dài 32–41 mm. Mặt nền cánh trước có màu xám tro đến xám xanh. Có một số dải lượn sóng sẫm màu. Vùng đáy và vùng giữa hai màng cơ cũng sẫm hơn màu nền. Có một đốm đen. Viền màu xám đen ca rô. Cánh sau có màu xám nhạt với các đường ngang nhạt và một đốm đĩa màu đen xám.
Con trưởng thành bay từ tháng 7 đến tháng 9.
Ấu trùng ăn nhiều loại cây cỏ thấp khác nhau, bao gồm cả Calluna và Vaccinium myrtillus. Các cây thực phẩm khác được ghi nhận bao gồm các loài chi Cáng lò (bao gồm cả Betula nana), Vaccinium uliginosum, Ledum palustre và Empetrum nigrum.

## Hình ảnh

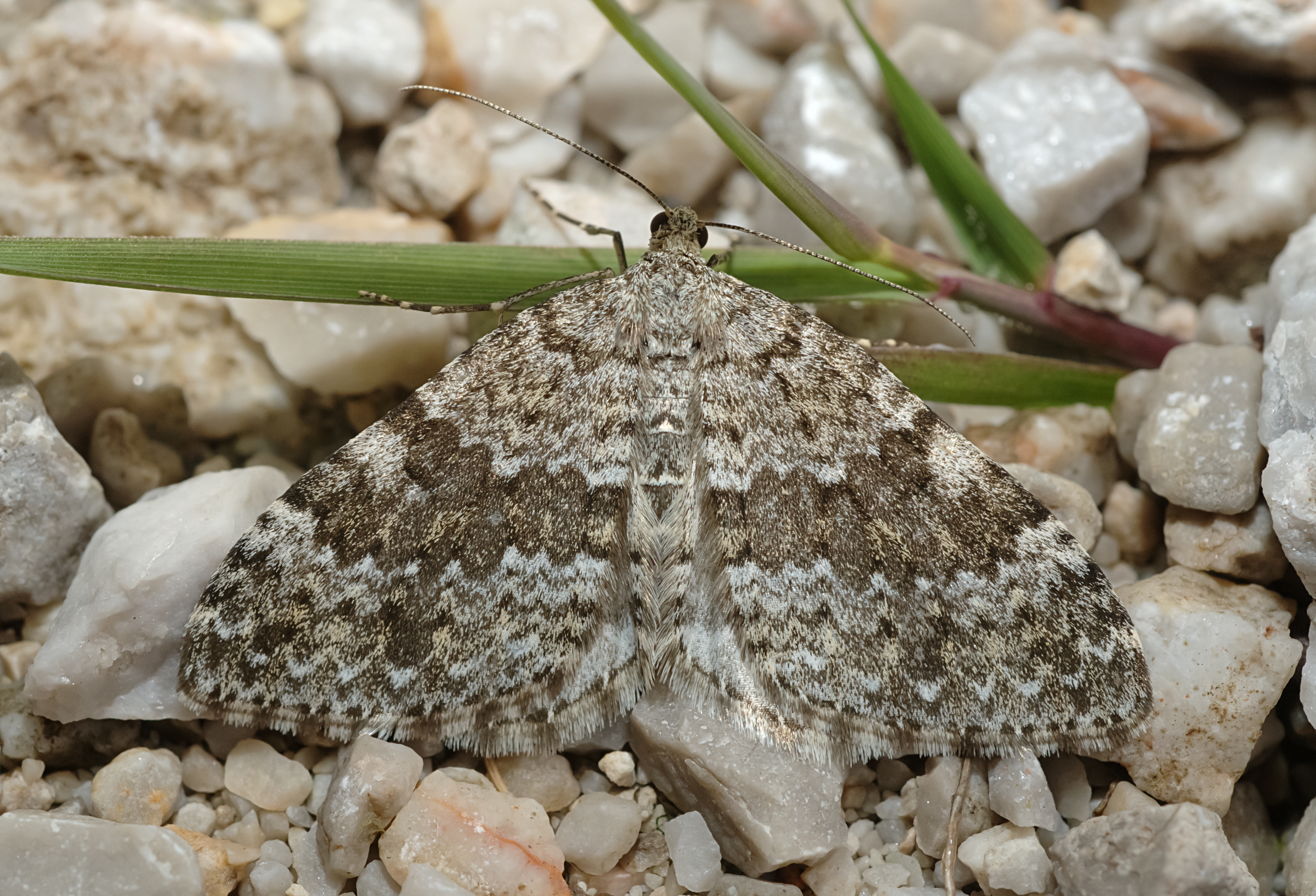
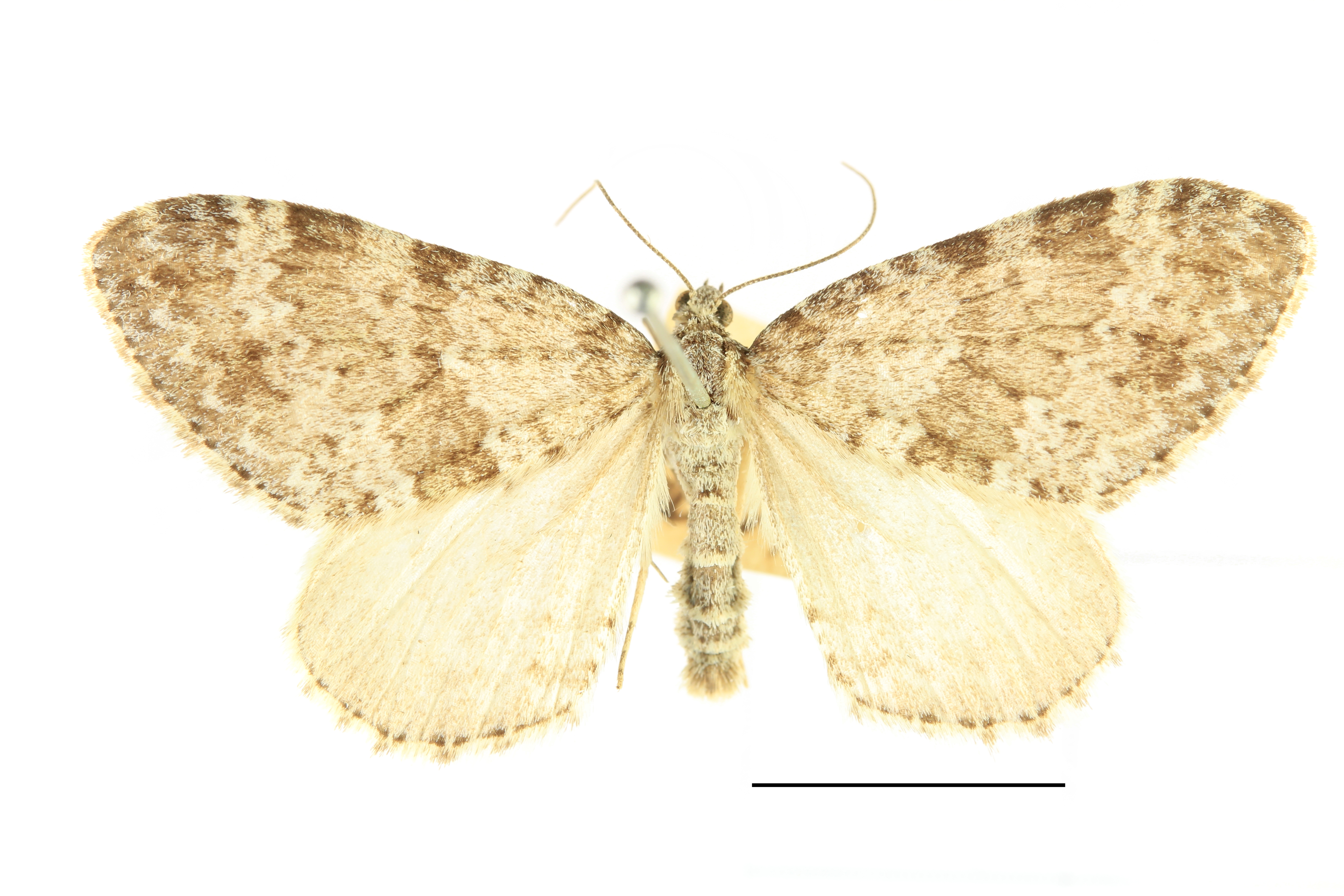
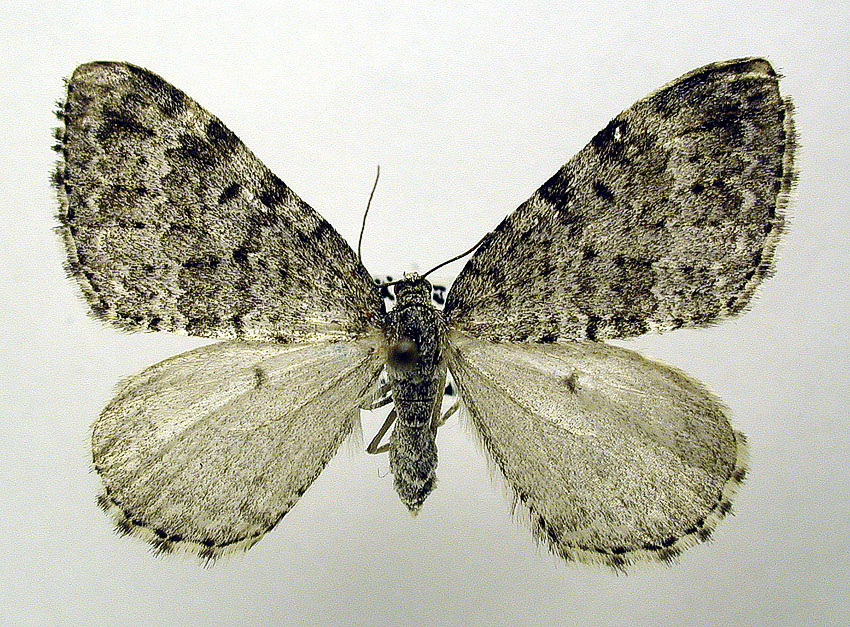
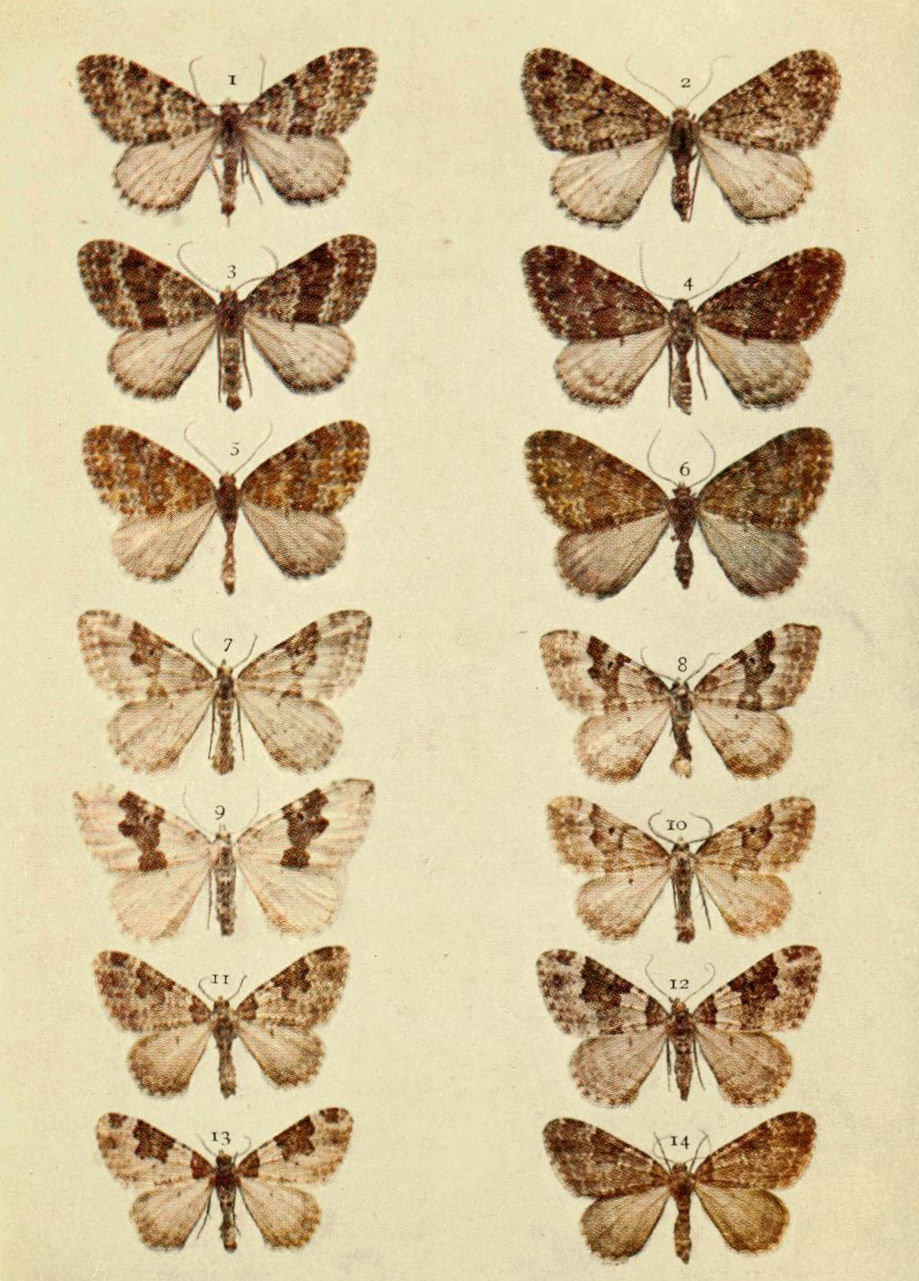